# At the Heart of Wintervale
At the Heart of Wintervale är det svenska symfoniska power metal-bandet Twilight Forces fjärde studioalbum, utgivet i januari 2023 på Nuclear Blast Records och i Japan på Chaos Reigns. Två singlar föregick skivan och en tredje släpptes efter albumutgivningen.
Skivan var bandets sista med gitarristerna Lynd och Aerendir, samt basisten Born. Alla lämnade bandet under 2024. Isak Olsson ersatte avhoppade Daniel Hansfeldt och gjorde premiär som trummis under samma artistnamn som den senare.
Musikvideor spelades in till titelspåret och "Sunlight Knight".

## Låtlista
1. "Twilight Force" – 4:11
2. "At the Heart of Wintervale" – 4:50
3. "Dragonborn" – 4:00
4. "Highlands of the Elder Dragon" – 10:32
5. "Skyknights of Aldaria" – 5:13
6. "A Familiar Memory" (instrumental) – 1:18
7. "Sunlight Knight" – 4:28
8. "The Last Crystal Bearer" – 10:20

## Medverkande
Musiker
- Alessandro Conti (Allyon) – sång
- Philip Lindh (Lynd) – leadgitarr, akustisk gitarr, luta
- Anders Joakim Johansson (Aerendir) – rytmgitarr
- Björn Lundkvist (Born) – basgitarr
- Daniel Beckman (Blackwald) – keyboard, piano, violin, cembalo
- Isak Olsson (De'Azsh) – trummor

Bidragande musiker
- Kristin Starkey – sång, körsång

Produktion
- Daniel Beckman – producent, inspelningstekniker, art direction
- Philip Lindh – producent, inspelningstekniker, art direction,
- Simone Mularoni – mastering
- Alessandro Conti – art direction, design
- Kerem Beyit – omslagskonst
- Tullius Heuer – bookletdesign